# Украинский национальный комитет (1941)
Украинский национальный комитет (УНК) (укр. Український Національний Комітет) — коллегиальный орган, созданный в Кракове в 1941 году по инициативе бандеровской фракции Организации Украинских Националистов (ОУН (б)).
Комитет был создан накануне начала Великой Отечественной войны, как попытка объединения украинских националистических организаций и их совместного представительства перед нацистской  Германией. На учредительном съезде 22 июня 1941 года в Кракове (фактически съезд состоялся 21 июня 1941 года в Жешуве) председателем был заочно избран бывший военный министр Украинской народной республики Всеволод Петрив, а до того времени, пока он даст согласие занять этот пост, комитетом должен был руководить галицкий адвокат Владимир Горбовой. Вторым заместителем председателя стал Виктор Андриевский, а секретарями УНК — Степан Шухевич и Василий Мудрый.
В состав УНК входили представители сторонников гетмана Скоропадского, петлюровцев, активистов ОУН(б) и УНДО. Представители мельниковцев в УНК не вошли.
Комитет принял Акт провозглашения Украинского государства, которым назначил правительство во главе с Ярославом Стецько.
Украинский национальный комитет направил меморандум Гитлеру, в котором подчеркивалось стремление независимого государства украинского народа и его готовность к борьбе против Советского Союза. Также выражалась надежда на то, что немецкое правительство будет уважать волю украинского народа.
1 июля 1941 года УНК был признан предстоятелем Украинской грекокатолической церкви митрополитом Галицким Андреем Шептицким, а 10 июля того же года — епископом Владимиро-Волынским Поликарпом (Сикорским) (с 1942 г. — предстоятель Украинской автокефальной православной церкви).
Комитету не удалось легализоваться и развить активную деятельность, так как уже 5 июля 1941 года полиция безопасности Третьего рейха арестовала большинство активистов (в том числе Владимира Горбового), чем автоматически ликвидировало Украинский национальный комитет .